# Vullnet Basha
Vullnet Basha (Losanna, 11 luglio 1990) è un ex calciatore svizzero naturalizzato albanese, di ruolo centrocampista.

## Biografia
Nato a Losanna in Svizzera, ma è di origini kosovare-albanesi poiché i suoi genitori si sono trasferiti in Svizzera ai tempi della guerra in Kosovo. Ha un fratello più grande, Migjen, anch'egli calciatore, che gioca nel Neuchâtel Xamax.

## Carriera

### Club
Fa il suo esordio nel campionato svizzero con la maglia del Grasshoppers. Dopo esser stato ceduto in prestito al suo club formatore del Losanna, viene poi nuovamente ceduto, questa volta al Neuchâtel Xamax.
Dopo il fallimento del club neocastellano, viene acquistato dal Sion.

#### Wisla Cracovia
Il 10 agosto 2017 viene acquistato a titolo definitivo dalla squadra polacca dell'Wisła Cracovia, con cui firma un contratto annuale con scadenza il 30 giugno 2018. Rinnova il suo contratto fino al 30 giugno 2020.

### Nazionale
Dopo aver giocato nelle Nazionali giovanili svizzere, decide di giocare per la Nazionale albanese, anche per le sue origini albanesi-kosovare e non quella Svizzera, dopo esser stato convocato dal C.T. Gianni De Biasi e con la quale ha debuttato in amichevole il 14 agosto 2013, entrando al 76º minuto contro l'Armenia.
Con l'Albania ha scelto di giocare anche suo fratello maggiore, Migjen Basha.

## Statistiche

### Presenze e reti nei club
Statistiche aggiornate al 1º novembre 2021.
| Stagione               | Squadra                | Campionato             | Campionato | Campionato | Coppe nazionali | Coppe nazionali | Coppe nazionali | Coppe continentali | Coppe continentali | Coppe continentali | Altre coppe | Altre coppe | Altre coppe | Totale | Totale |
| Stagione               | Squadra                | Comp                   | Pres       | Reti       | Comp            | Pres            | Reti            | Comp               | Pres               | Reti               | Comp        | Pres        | Reti        | Pres   | Reti   |
| ---------------------- | ---------------------- | ---------------------- | ---------- | ---------- | --------------- | --------------- | --------------- | ------------------ | ------------------ | ------------------ | ----------- | ----------- | ----------- | ------ | ------ |
| 2006-2007              | Losanna                | CL                     | 9          | 0          | CS              | 0               | 0               | -                  | -                  | -                  | -           | -           | -           | 9      | 0      |
| 2007-2008              | Losanna                | CL                     | 28         | 3          | CS              | 1               | 0               | -                  | -                  | -                  | -           | -           | -           | 29     | 3      |
| 2008-2009              | Losanna                | CL                     | 23         | 1          | CS              | 2               | 0               | -                  | -                  | -                  | -           | -           | -           | 25     | 1      |
| 2009-gen. 2010         | Grasshoppers           | SL                     | 11         | 0          | CS              | 0               | 0               | -                  | -                  | -                  | -           | -           | -           | 11     | 0      |
| gen.-giu. 2010         | Grasshoppers II        | 1L                     | 2          | 0          | -               | -               | -               | -                  | -                  | -                  | -           | -           | -           | 2      | 0      |
| ago. 2010              | Losanna                | CL                     | 1          | 0          | CS              | 0               | 0               | UEL                | 1                  | 0                  | -           | -           | -           | 2      | 0      |
| Totale Losanna         | Totale Losanna         | Totale Losanna         | 61         | 4          |                 | 3               | 0               |                    | 1                  | 0                  |             | -           | -           | 65     | 4      |
| 2010-gen. 2011         | Grasshoppers II        | 1L                     | 4          | 0          | -               | -               | -               | -                  | -                  | -                  | -           | -           | -           | 4      | 0      |
| Totale Grasshoppers II | Totale Grasshoppers II | Totale Grasshoppers II | 6          | 0          |                 | -               | -               |                    | -                  | -                  |             | -           | -           | 6      | 0      |
| gen.-giu. 2011         | Grasshoppers           | SL                     | 6          | 0          | CS              | 1               | 0               | -                  | -                  | -                  | -           | -           | -           | 7      | 0      |
| Totale Grasshoppers    | Totale Grasshoppers    | Totale Grasshoppers    | 17         | 0          |                 | 1               | 0               |                    | -                  | -                  |             | -           | -           | 18     | 0      |
| 2011-gen. 2012         | Neuchâtel Xamax        | SL                     | 11         | 0          | CS              | 2               | 0               | -                  | -                  | -                  | -           | -           | -           | 13     | 0      |
| gen.-giu. 2012         | Sion                   | SL                     | 12         | 0          | CS              | 1               | 0               | -                  | -                  | -                  | -           | -           | -           | 13     | 0      |
| ago. 2012              | Sion II                | PLP                    | 3          | 0          | -               | -               | -               | -                  | -                  | -                  | -           | -           | -           | 3      | 0      |
| 2012-2013              | Sion                   | SL                     | 25         | 0          | CS              | 5               | 0               | -                  | -                  | -                  | -           | -           | -           | 30     | 0      |
| 2013-2014              | Sion                   | SL                     | 16         | 0          | CS              | 1               | 0               | -                  | -                  | -                  | -           | -           | -           | 17     | 0      |
| Totale Sion            | Totale Sion            | Totale Sion            | 53         | 0          |                 | 7               | 0               |                    | -                  | -                  |             | -           | -           | 60     | 0      |
| 2014-2015              | Real Saragozza         | SD                     | 19+4       | 1+0        | CR              | 1               | 0               | -                  | -                  | -                  | -           | -           | -           | 24     | 1      |
| 2015-2016              | Ponferradina           | SD                     | 30         | 3          | CR              | 1               | 0               | -                  | -                  | -                  | -           | -           | -           | 31     | 3      |
| 2016-2017              | UCAM Murcia            | SD                     | 20         | 1          | CR              | 3               | 0               | -                  | -                  | -                  | -           | -           | -           | 23     | 1      |
| 2017-2018              | Wisła Cracovia         | EK                     | 16         | 0          | CP              | 1               | 0               | -                  | -                  | -                  | -           | -           | -           | 17     | 0      |
| 2018-2019              | Wisła Cracovia         | EK                     | 30         | 3          | CP              | 1               | 0               | -                  | -                  | -                  | -           | -           | -           | 31     | 3      |
| 2019-2020              | Wisła Cracovia         | EK                     | 27         | 1          | CP              | 1               | 0               | -                  | -                  | -                  | -           | -           | -           | 28     | 1      |
| 2020-2021              | Wisła Cracovia         | EK                     | 9          | 0          | CP              | 0               | 0               | -                  | -                  | -                  | -           | -           | -           | 9      | 0      |
| Totale Wisla Cracovia  | Totale Wisla Cracovia  | Totale Wisla Cracovia  | 82         | 4          |                 | 3               | 0               |                    | -                  | -                  |             | -           | -           | 85     | 4      |
| 2021-2022              | Iōnikos                | SL                     | 4          | 0          | CG              | 1               | 0               | -                  | -                  | -                  | -           | -           | -           | 5      | 0      |
| Totale carriera        | Totale carriera        | Totale carriera        | 306+4      | 13+0       |                 | 22              | 0               |                    | 1                  | 0                  |             | -           | -           | 333    | 13     |

### Cronologia presenze e reti in nazionale
| Cronologia completa delle presenze e delle reti in nazionale ― Albania | Cronologia completa delle presenze e delle reti in nazionale ― Albania | Cronologia completa delle presenze e delle reti in nazionale ― Albania | Cronologia completa delle presenze e delle reti in nazionale ― Albania | Cronologia completa delle presenze e delle reti in nazionale ― Albania | Cronologia completa delle presenze e delle reti in nazionale ― Albania | Cronologia completa delle presenze e delle reti in nazionale ― Albania | Cronologia completa delle presenze e delle reti in nazionale ― Albania |
| Data                                                                   | Città                                                                  | In casa                                                                | Risultato                                                              | Ospiti                                                                 | Competizione                                                           | Reti                                                                   | Note                                                                   |
| ---------------------------------------------------------------------- | ---------------------------------------------------------------------- | ---------------------------------------------------------------------- | ---------------------------------------------------------------------- | ---------------------------------------------------------------------- | ---------------------------------------------------------------------- | ---------------------------------------------------------------------- | ---------------------------------------------------------------------- |
| 14-8-2013                                                              | Tirana                                                                 | Albania                                                                | 2 – 0                                                                  | Armenia                                                                | Amichevole                                                             | -                                                                      | 76’                                                                    |
| Totale                                                                 |                                                                        | Presenze                                                               | 1                                                                      |                                                                        | Reti                                                                   | 0                                                                      |                                                                        |

## Palmarès

### Club

#### Competizioni nazionali
- Coppa di Polonia: 1

Wisła Cracovia: 2023-2024